# Liwa al-Baqir
Le Liwa al-Baqir (en arabe: لواء الباقر, « La Brigade d'al-Baqir ») est un groupe armé syrien pro-gouvernemental syrien actif lors de la guerre civile syrienne.

## Histoire
Le groupe tire son nom de l'imam chiite Muhammad al-Bâqir. Elle est la faction dominante des Forces locales de défense (FLD), un rassemblement de milices loyalistes du gouvernorat d'Alep, créées en 2012 sous la supervision de l'Iran,. La brigade est chiite et entretient des liens avec le Hezbollah. Elle affiche également ses liens avec le Corps des Gardiens de la révolution islamique, elle reconnait l'ayatollah Ali Khamenei comme un de ses chefs et affirme avoir reçu du matériel et des entraînements pour ses combattants de la part de l'Iran.
Le groupe aurait été fondé en 2012 ou en 2015 et pourrait être issu du Harakat Hezbollah al-Nujaba ou du Hezbollah libanais. En 2016, ses effectifs seraient de 2 000 à 3 000 combattants. Son chef est Khalid al-Hassan al-Aloush al-Baqir. Son commandant des opérations est Hajj Hamza, dit Abou al-Abbas.
Le mouvement participe principalement à la bataille d'Alep. En 2016, il fait aussi partie des forces qui brisent le siège de Nobl et Zahraa. À la date du 21 mars 2016, le groupe affirme déplorer 246 « martyrs » dans ses rangs. En 2018, il intervient dans la bataille d'Afrine. En 2020, il prend part à l'offensive de Maarat al-Nouman et Saraqeb. En 2024 il participe à l'Offensive d'Alep.
Avril 2025, une campagne de sécurité visant le groupe Liwa al-Baqir est lancé par le Gouvernement syrien, les forces de sécurité syrienne ont arrêté six membres du groupe Liwa al-Baqir dans un contexte d'alerte militaire et de tension sécuritaire accrue à Alep.